# Fausto Ruesga
Fausto Ruesga (Bahía Blanca, Argentina, 18 de julio de 2000) es un baloncestista argentino que se desempeña como alero. Actualmente juega en el Olimpo de la Primera División de la Asociación Bahiense de Básquetbol de Argentina. Es internacional con la selección de básquetbol de Argentina.

## Trayectoria

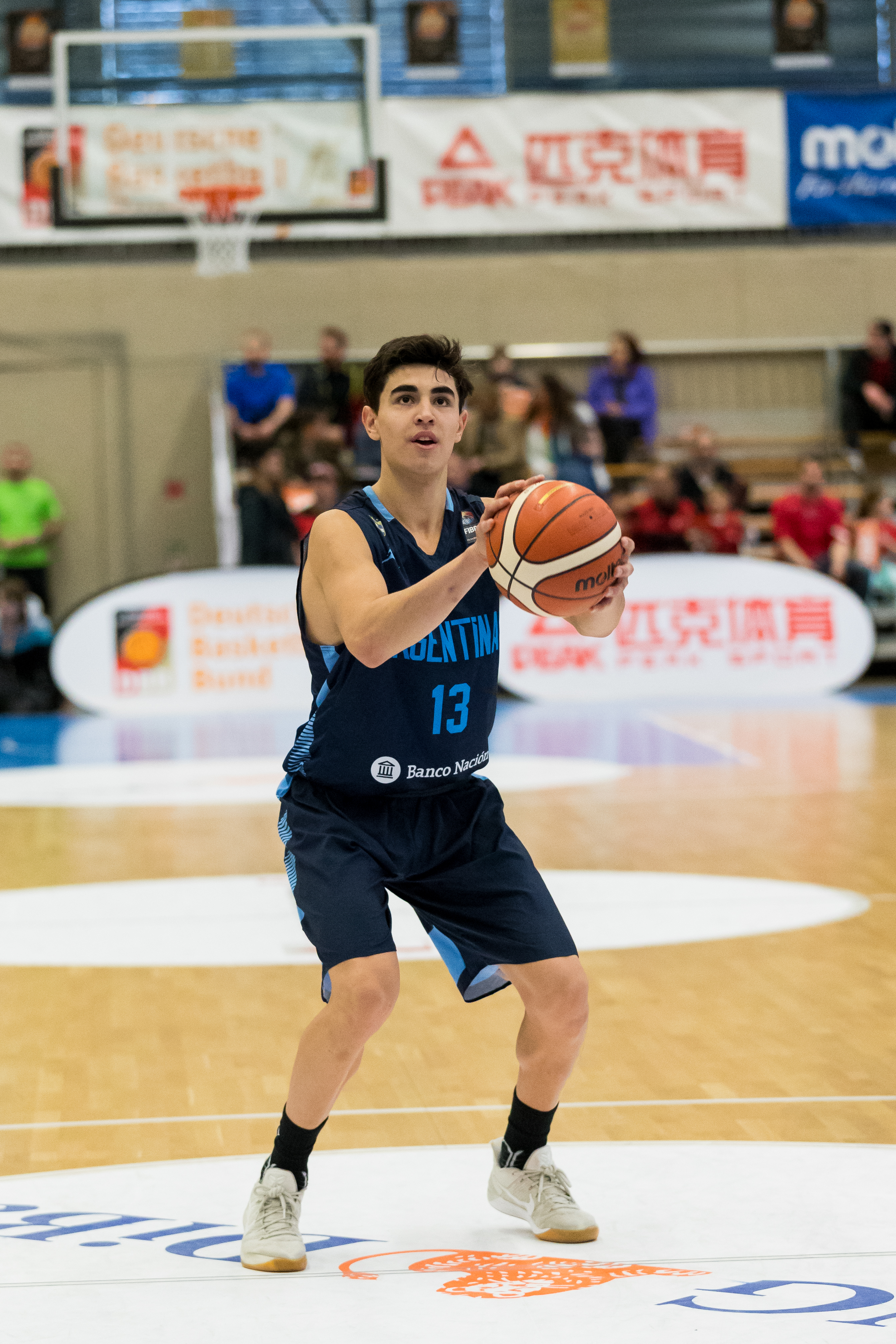
Fausto Ruesga (2018)

Jugó una Liga de Desarrollo con Bahía Basket.
Con la selección de la Provincia de Buenos Aires obtuvo el Torneo Argentino U19.
En la temporada 2020-21 en las filas de Bahía Basket, jugó 34 partidos acreditando 13 puntos y 8.2 rebotes con 30 minutos de media en pista. 
El 7 de abril de 2021, firma por el MoraBanc Andorra de la liga ACB por 4 temporadas. Ruesga debutó en la Liga Endesa en la jornada 34 en el enfrentamiento de los andorranos contra el Casademont Zaragoza disputando 18 minutos en los que anotó seis puntos, capturó dos rebotes y robó cuatro balones.
El 27 de julio de 2021, firma por el Palmer Alma Mediterránea de la LEB Oro.
El 27 de diciembre de 2021, firma un contrato por lo que resta de temporada con el Club Melilla Baloncesto de Liga LEB Oro, cedido por Morabanc Andorra.
El 12 de agosto de 2022, firma por el CB Benicarló de la Liga LEB Plata.
En junio de 2025 retornó a su país para jugar el torneo de Primera División de la Asociación Bahiense de Básquetbol con Olimpo.

## Selección nacional

### Juvenil
Ruesga integró los seleccionados juveniles de baloncesto de Argentina, llegando a participar del Campeonato Sudamericano de Baloncesto Sub-17 de 2017, del Campeonato FIBA Américas Sub-18 de 2018 y del Campeonato Mundial de Baloncesto Sub-19 de 2019. Además también disputó el Torneo Albert Schweitzer de 2018.

### Absoluta
En febrero de 2021 debutó con la selección absoluta en un partido ante Chile correspondiente al clasificatorio a la FIBA AmeriCup de 2022.

### 3x3
Representó a la Argentina en los Juegos Olímpicos de la Juventud de Buenos Aires 2018, donde obtuvo la medalla de oro con su equipo en el torneo de baloncesto 3x3. Asimismo consiguió otra medalla de oro individual al imponerse en el concurso de volcadas.
Previa a esa experiencia, Ruesga había formado parte de la selección argentina de baloncesto 3x3 que obtuvo la medalla de plata en los Juegos Suramericanos de 2018.
En 2019 compitió en los Juegos Panamericanos, el Campeonato Mundial de Baloncesto 3x3 Sub-23 y los Juegos Mundiales de Playa.

## Vida personal
Su padre, César Ruesga, es exjugador de básquet y fue dirigente del club Olimpo por 21 años.
Su hermano menor, Blas Ruesga, también es basquetbolista.